# Здание Дворянского собрания (Санкт-Петербург)
С.-Петербургское Дворянство давно сознавало неустройства принадлежащего ему дома в С.-Петербурге, где помещается известный всему Петербургу концертный зал. Постоянные жалобы посетителей на отсутствие вентиляции, на неудобство входов, на тесноту помещений для верхнего платья, — наконец небезопасность в пожарном отношении существовавшего калориферного отопления — все эти причины вынудили администрацию дома обратиться ещё в 1894 году к Профессору В. А. Шретеру, которым был составлен проект перестройки дома, ныне, в главных своих чертах, пополненный Гражданским Инженером А. П. Максимовым. Из помещаемого здесь проекта видно, что для возможности размещения входов на новую главную лестницу оказалось необходимым выступить пристройкою к лицевому на Михайловскую пл. фасаду: возведение её последовало с Высочайшего на то разрешения и отходящая Дворянству земля уступлена городом безвозмездно. Главная перестройка коснулась лестниц, уборных, шинельных и устройства отопления и вентиляции: последнее выполнено фирмою бр. Кертинг, применивших систему паровую низкого давления при механическом нагнетании вентиляционного воздуха в зал. Результаты, достигнутые в первую зиму, не дают возможности заключить о полной целесообразности этой системы, так как пользоваться вентиляторами не всегда было возможно, вследствие производимого ими шума; с устранением этого недостатка можно ожидать, что вентиляция будет вполне правильно функционировать. Стоимость всех перестроек немного превысила 200 т. рублей; понятно, что столь скромная цифра лишила возможности строителя должным образом заняться художественной отделкой перестроенных помещений и эта часть работ отложена на некоторое время до приискания нужных на это средств
Здание Дворянского собрания — памятник архитектуры. Расположен в Санкт-Петербурге, современный адрес дома — Итальянская улица, 9, Михайловская улица, 2.

## История
На месте нынешней площади Искусств (историческое название — Михайловская пл.) долгое время был незастроенный пустырь; участок был отдан Дворянскому собранию одновременно с прокладкой Михайловской улицы от Михайловского дворца. На постройку здания был выделен 1 миллион рублей из казны.
Фасад отделан скромно, украшен пилястрами ионического ордера; эта скромность подчёркивает отделку Михайловского дворца. Здание строилось под руководством П. Жако в 1834—1839 годах; он же разработал проект трёхсветного зала (современного концертного зала филармонии), обладающего высокими акустическими достоинствами.
Первоначально у здания было три этажа. Фасады, обращённые на площадь Искусств и Михайловскую улицу, созданы по проекту К. И. Росси. По его замыслу, проезд с Невского проспекта в сторону Михайловского дворца должен был быть тождественным с двух сторон, о чём в настоящее время можно судить по зданию филармонии и прилегающему к нему дому Строганова, главный фасад которого выходит на Невский проспект.
Зал украшают колонны коринфского ордера, облицованные белым мрамором. Торцевые стены украшены пилястрами, их прорезают арки с ионическими колоннами. Вокруг центральной части зала располагается два яруса галерей. Зал вмешает более 1500 человек. Выступления в нём начались с 1840-х годов, среди выступавших в нём во времена императорской России были Ф. Лист, Г. Берлиоз, Р. Вагнер, Г. Малер, А. Рубинштейн, К. Шуман, П. Виардо и П. Сарасате.
В 1899—1901 годах здание было перестроено А. П. Максимовым по проекту В. А. Шрётера, был надстроен четвёртый, аттиковый этаж. К этому времени относится отделка Голубой и Красной артистических комнат, тогда же прошла реконструкция лестницы и вестибюля, пристроен со стороны площади двухэтажный каменный тамбур (разобран в 1949 году, по другим источникам — в 1931 году).
В 1917 году Дворянское собрание было распущено. Открытие в здании Петроградской филармонии состоялось 12 июня 1921 года.
Ещё одна переделка здания прошла в 1931 году с целью увеличения количества мест в зале.

## Галерея

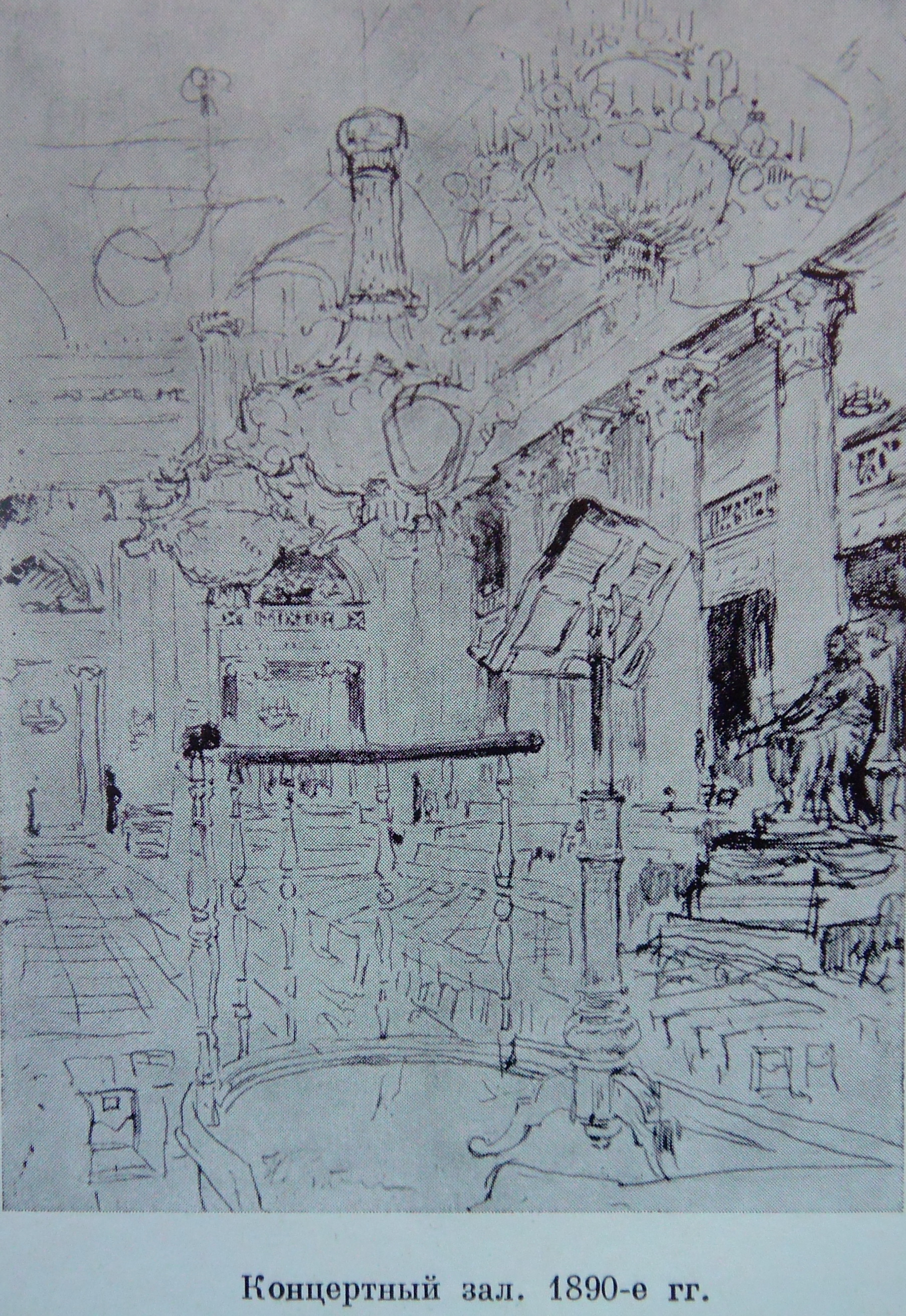
1890 год, зарисовка Ильи Репина
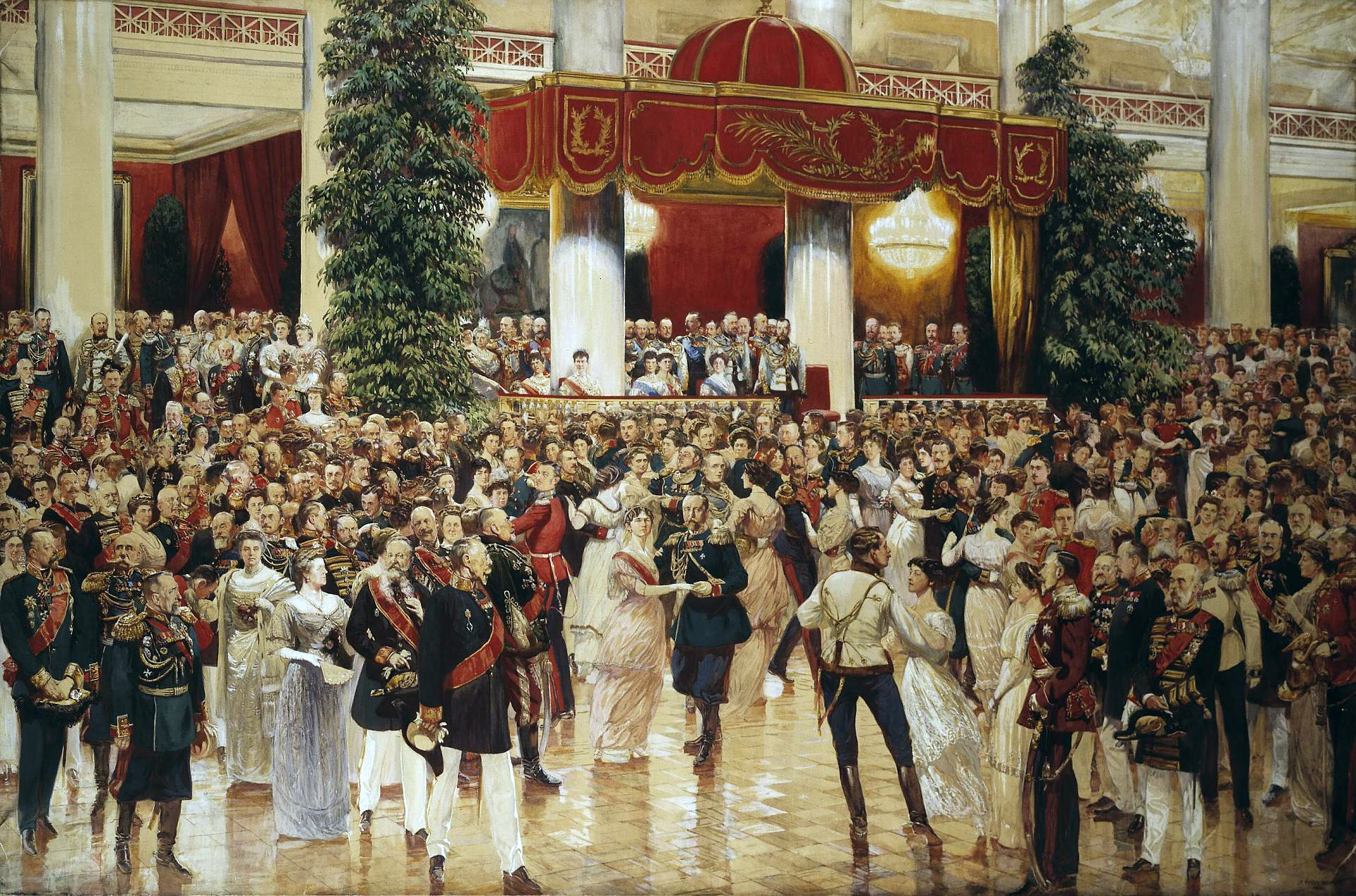
Бал Дворянского собрания, 1913 год, Д. Н. Кардовский
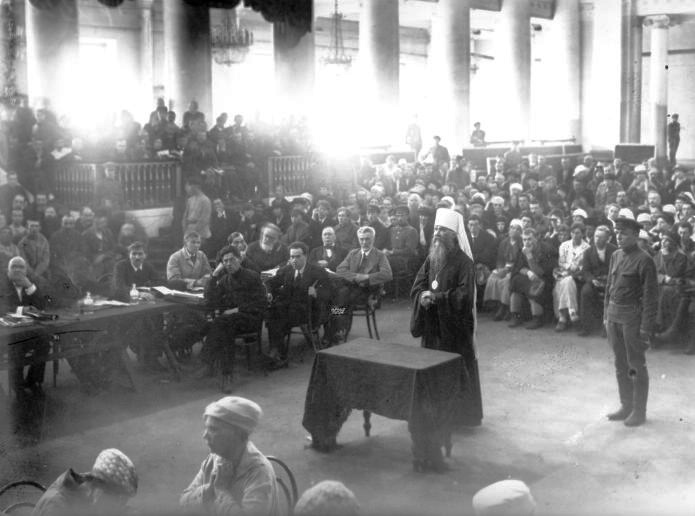
Вениамин (Казанский) на заседании Петроградского революционного губернского трибунала по обвинению в «контрреволюционной агитации». Обвинён и расстрелян. 1922 год.
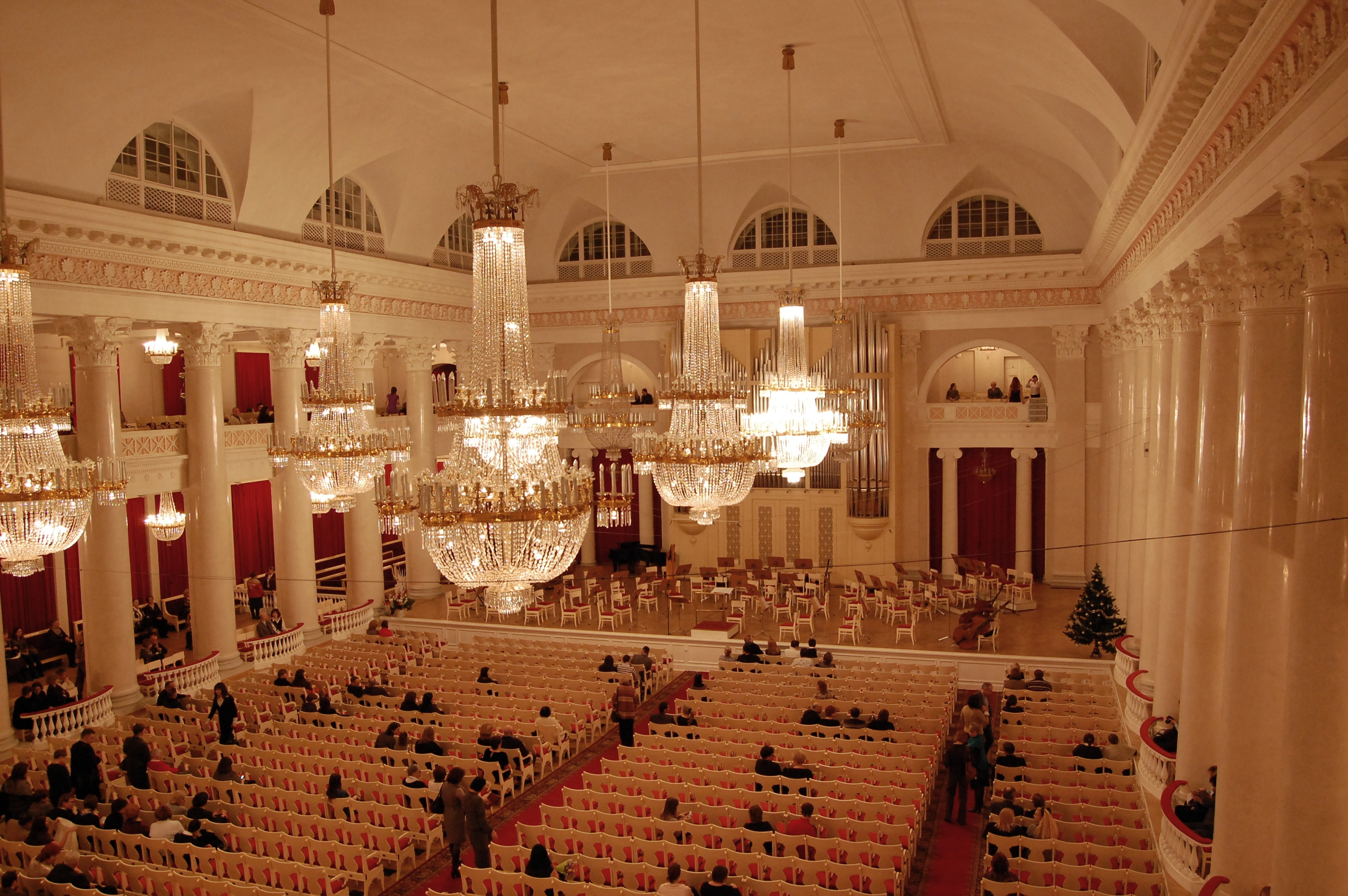
Большой зал, 2010 год